# Kommunalwahlen in Mecklenburg-Vorpommern 2024
Die Kommunalwahlen in Mecklenburg-Vorpommern 2024 fanden am 9. Juni des Jahres, am selben Tag wie die Europawahl, statt. Auch die letzten Kommunalwahlen 2019 waren gemeinsam mit der Europawahl durchgeführt worden.
Zu wählen waren ehrenamtliche Bürgermeister, die Kreistage der sechs Landkreise und zwei kreisfreien Städte sowie die Mitglieder des Europäischen Parlaments. Hinzu kamen neue Gemeindevertretungen in 726 Orten. Letzteres war nicht der Fall, wo in den vorherigen zwölf Monaten eine Neuwahl abzuhalten war oder sich zu wenige Kandidaten aufstellen ließen.
Die gesetzliche Grundlage bildete das Kommunalwahlrecht des Landes Mecklenburg-Vorpommern. Dort, wo eine Stichwahl nötig ist, fand sie zwei Wochen später, am 23. Juni, statt.